# Койда (река)
Койда — река в Мезенском районе Архангельской области России. Протекает по территории Койденского сельского поселения.
Берёт начало из озера Койдозеро (в которое впадает река Коптяковка) на Беломорско-Кулойском плато. Течёт сначала с запада на восток, затем поворачивает на север. Впадает в Койдинскую губу Мезенского залива Белого моря в 15 милях к западу от мыса Абрамовский и в 20 км от мыса Воронов. В трёх милях выше устья, на правом берегу, находится село Койда. Длина реки — 126 км, площадь водосборного бассейна — 1690 км².

## Притоки
- Нюрча
- Лебёдка
- Роиха
- Судовиха
- Исток
- Чёрная
- Отома
- Ящуга
- Шоча

## Данные водного реестра
По данным государственного водного реестра России и геоинформационной системы водохозяйственного районирования территории РФ, подготовленной Федеральным агентством водных ресурсов:
- Бассейновый округ — Двинско-Печорский
- Водохозяйственный участок реки — Реки бассейна Белого моря от мыса Воронов до мыса Канин Нос (без реки Мезень)

### Карты
- Лист карты Q-38-63,64 Долгощелье. Масштаб: 1 : 100 000. Указать дату выпуска/состояния местности.
- Лист карты Q-38-73,74 Ануфриевский. Масштаб: 1 : 100 000. Указать дату выпуска/состояния местности.
- Лист карты Q-38-50-C,D — ФГУП «ГОСГИСЦЕНТР»